# Hypomeces
Genre
Hypomeces est un genre tropical de coléoptères de la famille des Curculionidae.

## Liste des espèces
Selon BioLib (21 août 2023) :
- Hypomeces atomarius Desbrochers des Loges, 1892
- Hypomeces conlossus Fairmaire, 1888
- Hypomeces inflatus Chevrolat, 1877
- Hypomeces laniger Desbrochers des Loges, 1892
- Hypomeces obscurus (Macleay, 1826)
- Hypomeces pulviger (Herbst, 1795)
- Hypomeces rusticus (Weber, 1801)
- Hypomeces suturalis Chevrolat, 1841
- Hypomeces tibialis Voss, 1922

## Systématique
Le nom valide complet (avec auteur) de ce taxon est Hypomeces Schoenherr, 1823.
Hypomeces a pour synonymes :
- Hypomesces Vayssiere, 1930
- Hypomeus Dumeril, 1827